# Bundesautobahn 26
Die Bundesautobahn 26 (Abkürzung: BAB 26) – Kurzform: Autobahn 26 (Abkürzung: A 26) – ist eine seit 2003 im Bau befindliche Autobahn in Norddeutschland, die seit 2023 von Stade nach Neu Wulmstorf führt und ab 2028 weiter bis zum Autobahnkreuz Hamburg-Hafen mit der A 7 in Bau ist. Nach ihrer Fertigstellung soll sie vierstreifig vom geplanten Kreuz Kehdingen an der A 20 zum Dreieck Hamburg-Süderelbe an der A 1 führen, das die derzeitige Anschlussstelle Hamburg-Stillhorn ersetzen wird. Die Anschlussstelle wird an der A26 neu gebaut.

## Verlauf
Die A 26 soll nach ihrer Fertigstellung die A 20 am Kreuz Kehdingen bei Drochtersen in Niedersachsen mit Hamburg verbinden, wo sie nacheinander erst am Autobahnkreuz Hamburg-Hafen bei Moorburg die A 7 erreicht und von dort nach der Hafenquerung am geplanten Autobahndreieck Hamburg-Süderelbe an der A 1 endet, das im Bereich der derzeitigen Anschlussstelle Hamburg-Stillhorn angesiedelt sein wird. Dabei soll die A 26 die stark befahrene und unfallträchtige Bundesstraße 73 als großräumige wie regionale Hauptstraßenverbindung entlasten sowie die A 7 als Hafenpassage mit der A 1 verbinden.
Die geplanten Abschnitte 5a und 5b vom Kreuz Kehdingen bis zur Abfahrt Stade-Ost bilden zusammen mit dem geplanten A 20-Abschnitt von Westerstede bis Drochtersen die Küstenautobahn in Niedersachsen.

### Niedersachsen
In Niedersachsen wird die A 26 am geplanten Kreuz Kehdingen beginnen, welches den Anschluss an die A 20 mit dem geplanten weiteren Elbtunnel darstellt. Von dort verlaufen die Abschnitte 5a und 5b der A 26 parallel zur Landesstraße 111 (L 111) Richtung Stade. Die Hansestadt Stade passiert sie östlich des Stadtteils Altländer Viertel. Die fertiggestellte Anschlussstelle Buxtehude ist wegen eines Gerichtsbeschlusses gesperrt. Um zu vermeiden, dass der Verkehr durch den nicht angemessen ausgebauten Ortsteil Rübke fließt, wird an der Anschlussstelle Neu Wulmstorf das Abbiegen in und aus nördlicher Richtung unterbunden. Im weiteren Verlauf nach Südosten verlaufen die Bauabschnitte 1, 2, 3 und 4a der A 26 nördlich der B 73 in Richtung Hamburg. Kurz hinter der Anschlussstelle Neu Wulmstorf erreicht die A 26 die Landesgrenze von Niedersachsen.

### Hamburg
Der sich östlich anschließende Streckenabschnitt auf Hamburger Gebiet soll bis zum Jahr 2028 an die A7 angeschlossen werden. In Hamburg beginnt der Streckenverlauf der geplanten Bundesautobahn 26 nordöstlich des Naturschutzgebietes Moorgürtel. Der auch als „A 26-West“ bezeichnete Bauabschnitt 4b beginnt nahe Neu Wulmstorf an der Hamburger Landesgrenze und wird in Höhe von Moorburg mit der A 7 verbunden. Im weiteren Verlauf in Richtung Südosten verbindet der Bauabschnitt 6, der ehemals als „Hafenpassage“ und heute als „A 26-Ost“ bezeichnet wird, die A 7 mit der A 1. Dieser letzte Streckenabschnitt wird im Autobahndreieck HH-Süderelbe enden, befindet sich bisher aber noch im Planfeststellungsverfahren. Die Planungsbehörde geht von einer Bauzeit bis 2031 aus.

## Geschichte

### Erste Planungen in Hamburg: von der Hafenquerspange zur Hafenpassage
Die Planung einer Südtrasse reicht bis in die 1980er Jahre zurück. Eine Ost-West-Querung von Hamburg wurde zunächst als sog. „Hafenquerspange“ geplant. Der Hamburger Senat beauftragte die städtische Realisierungsgesellschaft mit der Planung der Hafenquerspange nach der Linienvorgabe des Bundes. Die Planung sah vor, die Bundesautobahn 252 zu verlängern und im Westen an die A 7 anzuschließen. Sie sollte über die Elbinsel Hamburg-Wilhelmsburg, durch Kleiner Grasbrook und das Hafengebiet verlaufen.
Im Jahr 2005 bestand bei der Stadt Hamburg noch die Festlegung auf die Hafenquerspange, doch laut Hamburger Behörde für Wirtschaft, Verkehr und Innovation konnte diese Variante den Entwicklungen des Hamburger Hafens nicht gerecht werden. Dem erhöhten Bedarf an die Abwicklung auf der Straße, durch die damals neuen Schiffsgrößen und eine erhöhte Nachfrage nach Eisenbahngleisen, hätte durch die Hafenquerspange nicht entsprochen werden können. Daher wurde die ursprüngliche Planung im Jahr 2011 verworfen und durch die Südtrasse („Hafenpassage“) ersetzt.
Am 30. April 2011 beschloss das Bundesministerium für Verkehr, Bau und Stadtentwicklung (heute: Bundesministerium für Digitales und Verkehr, BMVI) die neue Planung der Hafenpassage und bezeichnete sie als „geeignetsten Verlauf der Fernstraße“.

### Planung für den Bau der A26 von Hamburg bis an das Kreuz Kehdingen
Bereits 1961 forderte der damalige Bundesverkehrsminister Hans-Christoph Seebohm den Bau der Autobahn 26. Erstmals wurde die A 26 im Jahr 1970 im damaligen Bundesfernstraßen-Bedarfsplan ausgewiesen. Das Straßenbauamt Stade kündigte 1976 den ersten Spatenstich für 1979 an.
Dieser sollte sich jedoch um fast 20 Jahre verzögern: 1990 beschloss die Bundesregierung offiziell den Bau der A 26. Den symbolischen Spatenstich machte der damalige Bundesminister Matthias Wissmann im Jahr 1998 in der Nähe von Stade.
Bereits eröffnet sind die Bauabschnitte 1 bis 3 von Stade bis zur Anschlussstelle Neu Wulmstorf (Stand: Februar 2023).

## Strecke

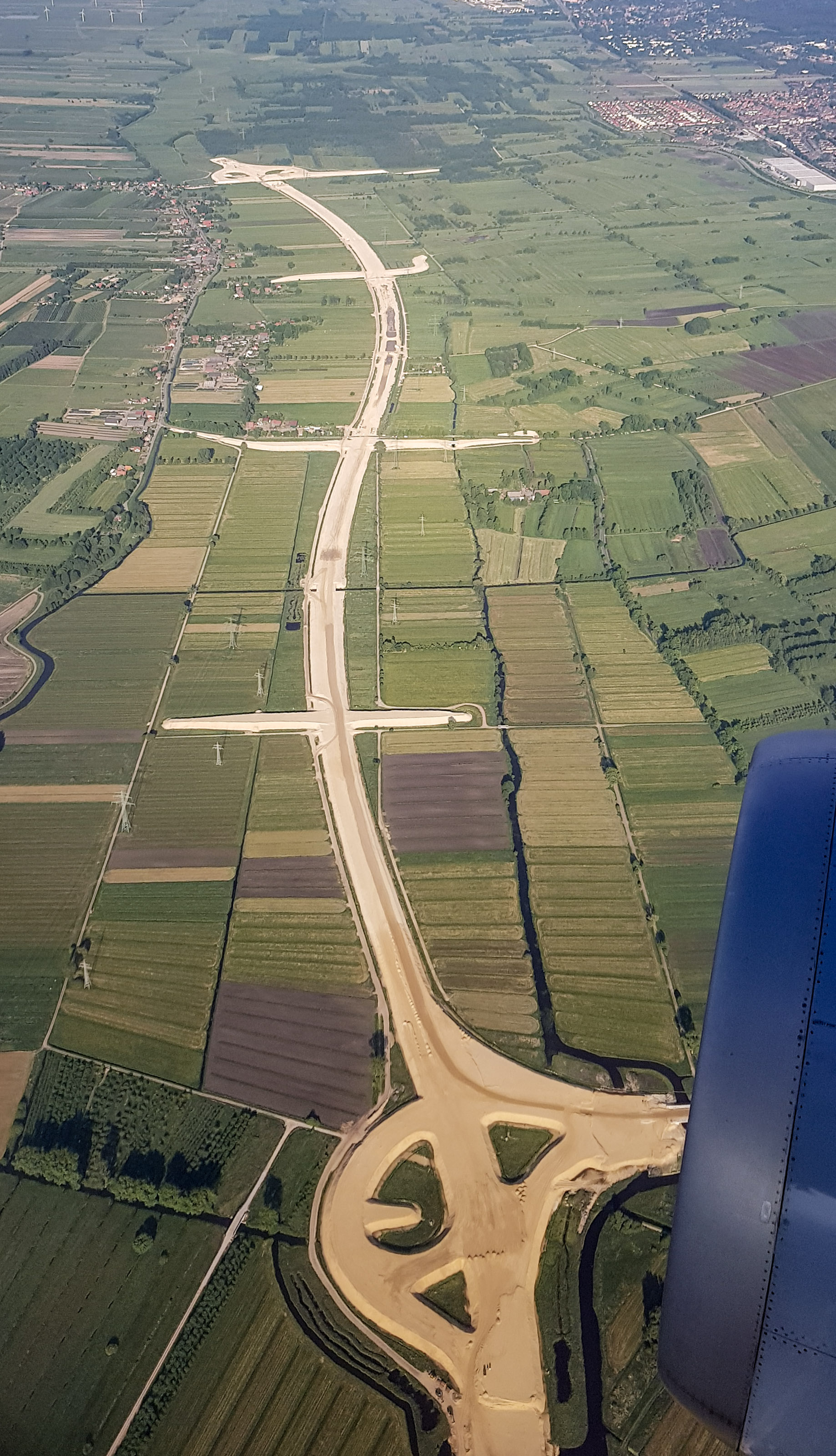
Der Vorbelastungsdamm für Bauabschnitt 3 bei Rübke in Richtung Hamburg (2018)

| Bauabschnitt | Strecke                                | Länge          | Bauzeit   | Freigabe                            |
| ------------ | -------------------------------------- | -------------- | --------- | ----------------------------------- |
| 1            | Stade – östlich Horneburg              | 11,3 Kilometer | 2002–2008 | 23. Oktober 2008                    |
| 2            | östlich Horneburg – östlich Buxtehude  | 9,15 Kilometer | 2006–2023 |                                     |
| 2a           | östlich Horneburg – Jork               | 9,15 Kilometer | 2006–2023 | 28. November 2014 (ausgenommen LKW) |
| 2b           | Jork – Este                            | 9,15 Kilometer | 2009–2023 | 3. Februar 2023                     |
| 2c           | Este – östlich Buxtehude               | 9,15 Kilometer | 2014–2023 | 3. Februar 2023                     |
| 3            | östlich Buxtehude – Neu Wulmstorf      | 4,1 Kilometer  | 2013–2023 | 3. Februar 2023                     |
| 4a           | Neu Wulmstorf bis Landesgrenze Hamburg | 0,8 Kilometer  | 2019 -    | vsl. 2028                           |
| 4b           | Landesgrenze Hamburg bis Anschluss A7  | 7,9 Kilometer  | 2019 -    | vsl. 2028                           |

### Bestehende Strecke
Die Fahrbahnbreite beträgt zehn Meter, was dem Regelquerschnitt RQ 26 entspricht.

#### Bauabschnitt 1 (Stade – östlich Horneburg)

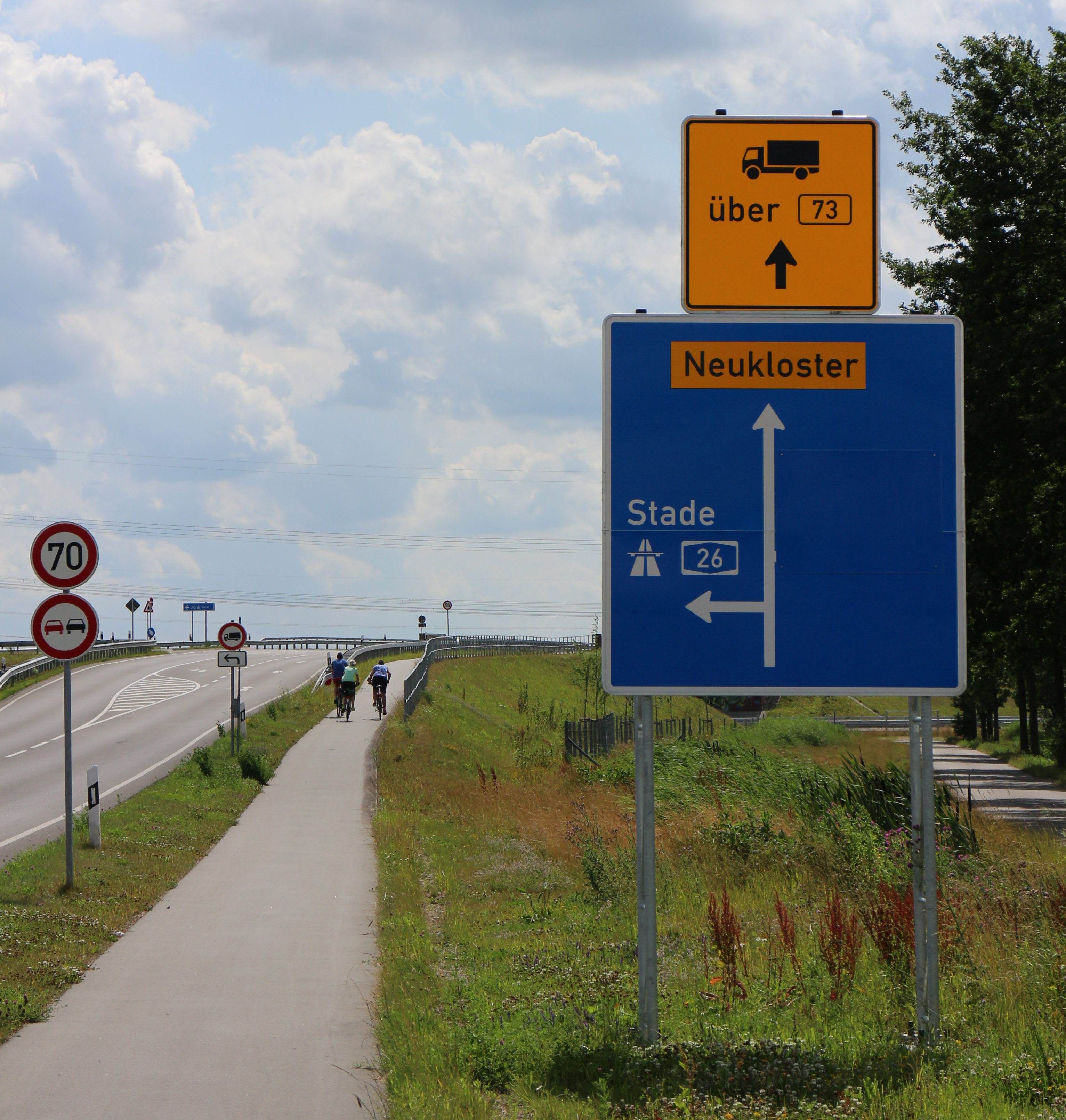
AS Jork (Hinweise zur Fahrtrichtung Hamburg sind noch überdeckt)

Der Anschluss an die Hansestadt Stade wurde mit einem aufwändigen „schwebenden Kreisel“ umgesetzt, welcher über der B 73 liegt. Dabei geht die A 26 unmittelbar vor dem Kreisel in die B 73 über, die unter dem Kreisel im Regelquerschnitt RQ 26 ausgebaut ist. Die Abfahrt von der A 26 führt zum Kreisverkehr hinauf, die von Hamburg kommende B 73 führt zum Kreisverkehr und dann über eine Anschlussrampe abwärts zur Strecke in Fahrtrichtung Cuxhaven. Der Kreisverkehr bindet zwei weitere umliegende Straßen an. In der Gegenrichtung sind A 26 und B 73 nur indirekt mit dem Kreisel verbunden.

#### Bauabschnitt 2 (östlich Horneburg – östlich Buxtehude)
Der Bauabschnitt 2a (östlich Horneburg – Jork) wurde am 28. November 2014 zunächst nur für den Pkw-Verkehr in Richtung Stade freigegeben. Am 15. Juli 2015 wurde auch die Fahrtrichtung in Richtung Hamburg für den Pkw-Verkehr und ab dem 3. Februar 2023 auch für Fahrzeuge über 3,5 t zul. Gesamtgewicht freigegeben.
Die Bauarbeiten am Bauabschnitt 2b (Jork – Este) konnten aufgrund einer Klage gegen die vorhergesehene Art der Estequerung und einer Planänderung erst im Januar 2009 beginnen.
Der Teilbauabschnitt 2c verläuft von östlich der Este bis zur Anschlussstelle im östlichen Buxtehude. Nach einer teilweise erfolgreichen Klage gegen die geplante Streckenführung musste dieser Teilabschnitt zum Schutz des Naturschutzgebietes „Moore bei Buxtehude“ verlegt werden. Im Bereich der Anschlussstelle Buxtehude liegt die A 26 nun 300 Meter weiter nördlich als ursprünglich geplant, und damit zum größten Teil außerhalb des dortigen Vogelschutzgebietes. Der Änderungs- und Ergänzungsplanfeststellungsbeschluss erging am 14. November 2011 und ist seit dem 24. April 2013 unanfechtbar.
Eine Klage der Stadt Buxtehude bezüglich der geplanten Brückenquerung über die Este wurde am 22. April 2013 vom Buxtehuder Rat zurückgezogen. Die Stadt sprach sich gegen eine „flache Brücke über die Este“ aus, da der damalige Bürgermeister Jürgen Badur einen zu großen Image-Schaden für die Stadt trotz teilweise positiver Aussichten für die Klage fürchtete. Eine Sorge der Stadt war, dass durch die Brücke die Este nicht mehr für den Schiffsverkehr nutzbar wäre. Der Bund sicherte im Zuge der Debatte in Buxtehude zu, eine Brücke zu bauen, bei der die Este schiffbar bleibt. Der Bau des Teilabschnitts 2c begann Anfang 2014. Die Niedersächsische Landesbehörde für Straßenbau und Verkehr bezeichnet die 200 Meter lange Estebrücke als das „bedeutendste Bauwerk“ des Abschnitts.
Die Anschlussstelle Buxtehude ist zwar fertiggebaut, aber dauerhaft für den Verkehr gesperrt, da der Ausbau des Zubringers gerichtlich verboten wurde. Die Anwohner hatten wegen der Lärm- und Emissionsbelastung sowie die Inanspruchnahme ihrer Grundstücke erfolgreich gegen den Ausbau geklagt. Da der Planfeststellungsbeschluss des Landkreises Stade einen schwerwiegenden Abwägungsfehler enthielt, wurde er in der ersten Instanz im November 2019 durch das Verwaltungsgericht Stade aufgehoben. Das Oberverwaltungsgericht Lüneburg bestätigte im Berufungsverfahren im Dezember 2023, dass der Ausbau der Rübker Straße als Autobahnzubringer rechtswidrig und nicht vollziehbar ist. Nach der schriftlichen Urteilsbegründung vom Februar 2024 wird geprüft, ob die Fehler heilbar sind oder nicht. Möglicherweise muss der Verkehr mit Fahrtziel Buxtehude daher auch künftig den Umweg über die benachbarten Anschlussstellen Neu Wulmstorf oder Jork nehmen.

#### Bauabschnitt 3 (östlich Buxtehude – Neu Wulmstorf)

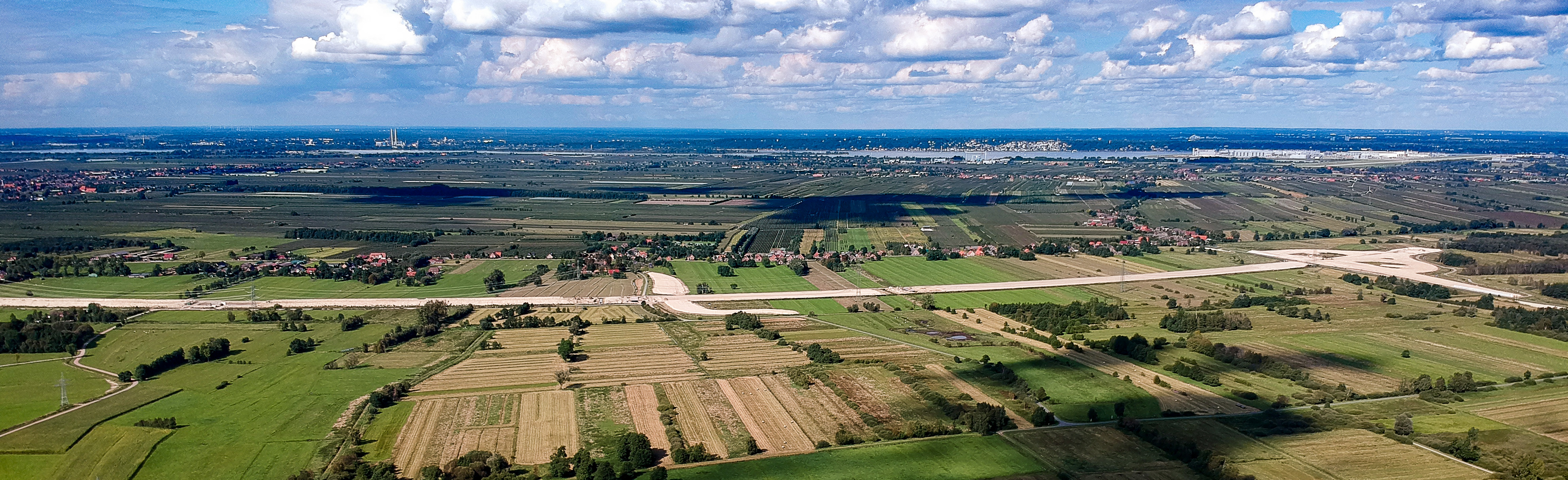
Sand auf dem Bauabschnitt 3 bei Rübke. Im Hintergrund Elbe und die Nordseite mit Blankenese. (2017)

Mehrere Anwohner der zur Einheitsgemeinde Neu Wulmstorf gehörenden Ortslage Rübke beklagten den Planfeststellungsbeschluss von 29. Juni 2012. Ein Mediationsverfahren erzielte eine Geschwindigkeitsbegrenzung auf 30 km/h für Fahrzeuge auf der Ortsdurchfahrt Landesstraße 235 (L 235).
Die Gemeinde Neu Wulmstorf fordert für den nördlichen Zubringer zur Anschlussstelle Rübke eine östliche Umgehung Rübkes auf Hamburger Gebiet, die allerdings von Hamburg abgelehnt wird. Vertreter der Einheitsgemeinde Neu Wulmstorf befürchten, dass die Ortslage Rübke an der L 235 verstärkt durch LKW-Verkehr belastet werden könnte, wenn der Bauabschnitt 3 mit der Anschlussstelle Rübke für den Verkehr freigegeben ist. Aus diesem Grund kann die Anschlussstelle Neu Wulmstorf zunächst nur aus und nach Richtung Süden angefahren werden. Diese Regelung soll bis zum Anschluss der A 26 an die A 7 (Autobahnkreuz HH-Hafen) Bestand haben.
Zur Entlastung des nachgelagerten Verkehrsnetzes wurde die B 3n im ersten Schritt als westliche Ortsumgehung Neu Wulmstorfs und südlicher Zubringer zur Anschlussstelle Rübke errichtet. Sie ist seit dem 11. Juli 2011 für den Verkehr bis zur Bundesstraße 73 freigegeben. Im weiteren Verlauf soll sie über die geplanten Bauabschnitte zwei und drei der Ortsumfahrungen Ketzendorf und Elstorf bis voraussichtlich 2028 die Lücke zur B 3 schließen und eine Verbindungsachse zwischen A 26 und A 1 bei Rade bilden.

### Im Bau befindliche Abschnitte

#### Bauabschnitt 4 (Neu Wulmstorf – Autobahndreieck Hamburg-Hafen)
Der 8,7 Kilometer lange vierte Bauabschnitt verläuft von Neu Wulmstorf, Niedersachsen, bis zum späteren Autobahnkreuz HH-Hafen, dem Anschluss an die Bundesautobahn 7. Der Baubeginn war am 11. Mai 2020. Der Abschnitt soll 2028 fertiggestellt werden. Dieser Bauabschnitt dient ebenso als ein Lückenschluss der B 3 zwischen der B 3n bei Rübke und der Fortführung der B 3 als A 7 bis Waltershof und der Köhlbrandbrücke, die seit 2021 das nördliche Ende der B 3 markiert.

#### Bauabschnitt 4a (Neu Wulmstorf – Landesgrenze)
Für den niedersächsischen 800 Meter langen Teilbauschnitt 4a erging am 8. August 2018 der Planfeststellungsbeschluss.
Seit dem 6. November 2018 ist der Beschluss unanfechtbar. Der Bau des Abschnitts soll 2028 zusammen mit Abschnitt 4b freigegeben werden.

#### Bauabschnitt 4b/„A26-West“ (Landesgrenze – Anschluss A7)

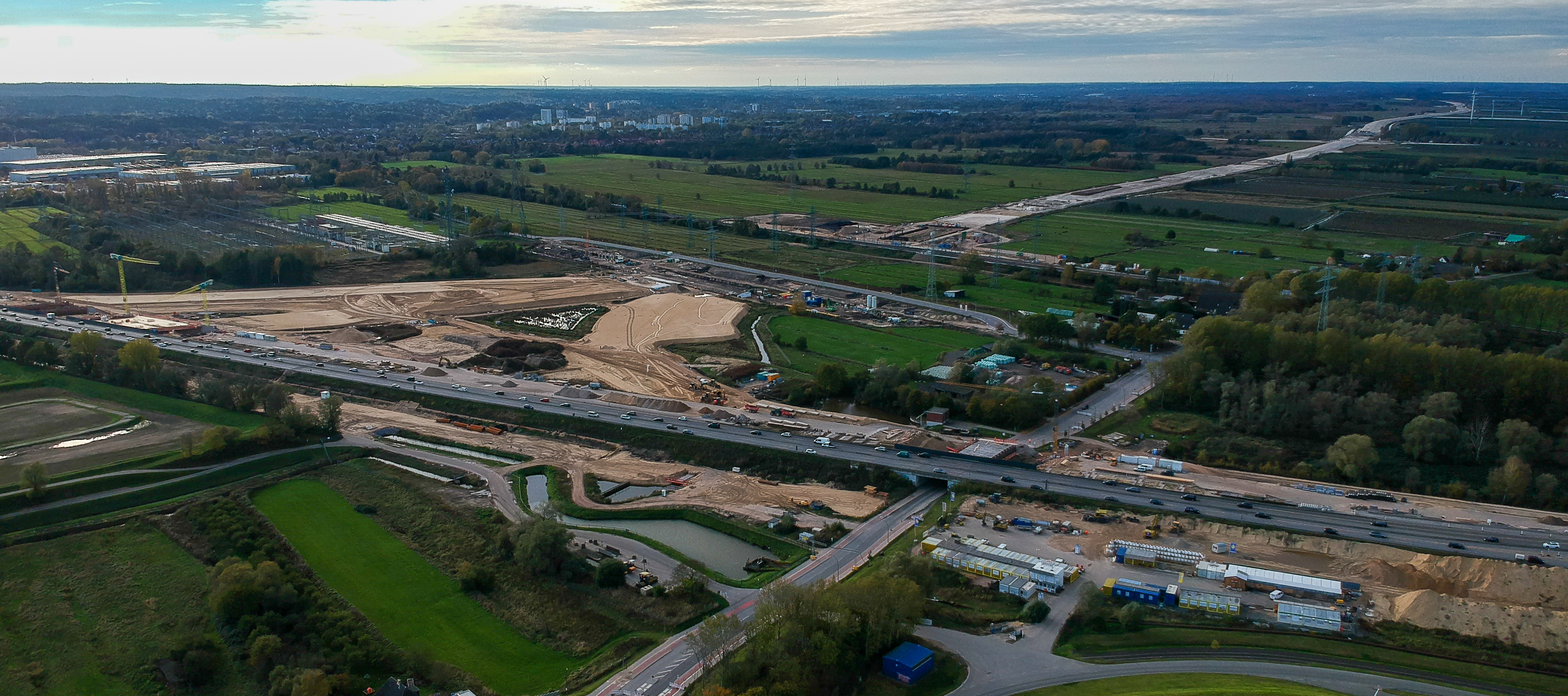
Baustelle Autobahnkreuz HH-Hafen (Stand November 2022)

Der Großteil des vierten Abschnitts wird von der Freien und Hansestadt Hamburg als A 26-West bzw. Abschnitt 4b geplant. Der Bauabschnitt 4b/A 26-West verläuft nördlich des Europäischen Naturschutzgebietes Moorgürtel. Im Verlauf nach Westen soll die A 26-West an die A 7 durch das Autobahndreieck HH-Hafen angeschlossen werden. Dieses befindet sich östlich des sog. Spülfeldes bei Moorburg. Die A 26 wird nach dieser Kreuzung als Bauabschnitt 6/A 26-Ost Richtung A 1 fortgeführt. Das Planfeststellungsverfahren wurde im Jahr 2012 eingeleitet. Im April 2014 begannen Güteverhandlungen zwischen dem Senat von Hamburg und den Naturschutzverbänden NABU Hamburg, „Arbeitsgemeinschaft Naturschutz Hamburg“ und „Schlickfall e. V. – Verein für Natur und Wildnis“. Ziel der Verhandlungen war laut dem NABU Hamburg, einen Interessenausgleich zwischen Obstbau, A 26 und dem Naturschutz zu erreichen. Die Naturschutzverbände brachen die Verhandlungen im Januar 2015 vorübergehend ab, da sie ihre Belange nicht ausreichend vom Hamburger Senat berücksichtigt sahen. Im Januar 2017 wurden nach einem Änderungsantrag im Rahmen des laufenden Planfeststellungsverfahrens die Planungsunterlagen neu ausgelegt und erneut Einwendung sowie Stellungnahmen im Prozess aufgenommen. Der Planfeststellungsbeschluss liegt seit 21. Dezember 2018 vor. Im Januar 2019 wurde mit ersten bauvorbereitenden Maßnahmen wie z. B. Rodungsarbeiten an der zukünftigen Autobahn begonnen. Am 10. Januar 2019 kam es auch im Rahmen der Güteverhandlungen zur Einigung. Neben den Naturschutzverbänden und Institutionen der Freien und Hansestadt Hamburg waren u. a. auch die Hamburg Port Authority Unterzeichner der Gütevereinbarung. Es werden u. a. Querungshilfen, Lärmschutzwände und der Bau einer Grünbrücke geplant. Außerdem einigten sich die Parteien darauf, einen Biotopkorridor im Naturschutzgebiet Finkenwerder Süderelbe zu schaffen. Dieser sieht u. a. eine Erweiterung des Naturschutzgebietes Moorgürtel bis zur Hafenbahn vor. Die beteiligten Umweltverbände verzichteten daraufhin auf eine Klage gegen den Planfeststellungsbeschluss. Der Abschnitt 4b befindet sich in Bau und soll 2028 zusammen mit Abschnitt 4a für den Verkehr freigegeben werden.

### Geplante Abschnitte

#### Bauabschnitt 5 (Drochtersen – Stade-Ost)
Im Mai 2004 beschloss der Verkehrsausschuss des Bundestages, die Autobahn von Stade nordwestlich nach Drochtersen um 15,8 Kilometer zu verlängern und sie an die geplante A 20 anzuschließen. Für den Bauabschnitt 5 wurde am 20. September 2010 das Planfeststellungsverfahren eingeleitet. Gegenstand des Planfeststellungsverfahrens sind neben der Streckenführung, die Anschlussstelle nördlich von Stade und der Anschluss an die bestehende Strecke an der umzugestaltenden Anschlussstelle Stade-Ost. Aufgrund der geplanten Verlegung eines Industriegleises in Stade sowie weiterer Planänderungen wurde dieser Abschnitt in zwei Teilabschnitte 5a und 5b unterteilt. Beide sind Teil des Gesamtprojekts Küstenautobahn in Niedersachsen. Für den Abschnitt 5a der A 26 wird das laufende Planfeststellungsverfahren aus dem Jahr 2010 weiter fortgeführt. Für den Abschnitt 5b der A 26 wurde das Verfahren eingestellt und am 10. Dezember 2020 neu begonnen. Er wird seit dem durch die Autobahn GmbH des Bundes im Rahmen der A 20 beplant.

##### Bauabschnitt 5a (Drochtersen – Freiburger Straße/L 111)
Der geplante Teilabschnitt 5a beginnt am Kreuz Kehdingen und verläuft Richtung Stade bis zur Anschlussstelle Stade-Nord. Für die Ausfahrt ist ein Anschluss zur L 111, zur Freiburger Straße und zur neu geplanten Wischhafener Straße vorgesehen. Der Teilabschnitt ist 10,1 Kilometer lang und umfasst insgesamt 17 Brückenbauwerke. Die Fortführung des Planfeststellungsverfahrens für den Teilbauabschnitt 5a wurde am 26. Februar 2019 beschlossen. Es setzt das Planfeststellungsverfahren zum Bauabschnitt 5 (eingeleitet 2010) mit einigen Änderungen fort.
Bis zum 22. Mai 2019 konnten Betroffene Einwendungen zu den Planungen am Bauabschnitt 5a einreichen. Das Planfeststellungsverfahren ist aktuell (Stand: Oktober 2021) noch nicht abgeschlossen.

##### Bauabschnitt 5b (Freiburger Straße/L111 – Stade-Ost)
Der Teilbauabschnitt 5b beginnt bei Stade-Nord und verläuft nordöstlich um Stade herum bis zum Anschluss Stade-Ost. Er mündet dort in den bereits fertig gestellten Bauabschnitt 1 der A 26. Die Hansestadt Stade veranlasste, dass das Industriegleis 1263 Stade-Bützfleth auf der Ostseite parallel zur A 26 verlegt werden soll. Dieser Abschnitt ist 5,7 Kilometer lang. Die Schwinge wird durch ein Trogbauwerk unterquert. Außerdem sind zehn Straßenbrücken, ein Kreuzungsbauwerk (A 26 – Industriegleis), eine Tierquerungshilfe für Fledermäuse und eine Unterführung für den vorhandenen Radweg vorgesehen.
Das Planfeststellungsverfahren für diesen Abschnitt wurde am 10. Dezember 2020 eingeleitet. Nach der öffentlichen Planauslegung bis zum 5. Februar 2021 gibt es keinen Fortschritt der Genehmigungsplanung.

#### Kreuz Kehdingen (A20/A26)
Das Kreuz Kehdingen wird eine Verbindung zwischen der geplanten A 20 und A 26 darstellen. Im Nordwesten wird es zunächst an die K 27 und K 12 angebunden, welche zu diesem Zweck durch den Kreis Stade ausgebaut werden. Mittelfristig ist im Bundesverkehrswegeplan der Anschluss an eine neue B 73 vorgesehen, sodass die K 27 und K 12 vom durchgehenden Verkehr entlastet werden.

#### Bauabschnitt 6/„A26-Ost“/„Hafenpassage“ (A7 – B75 – A1)

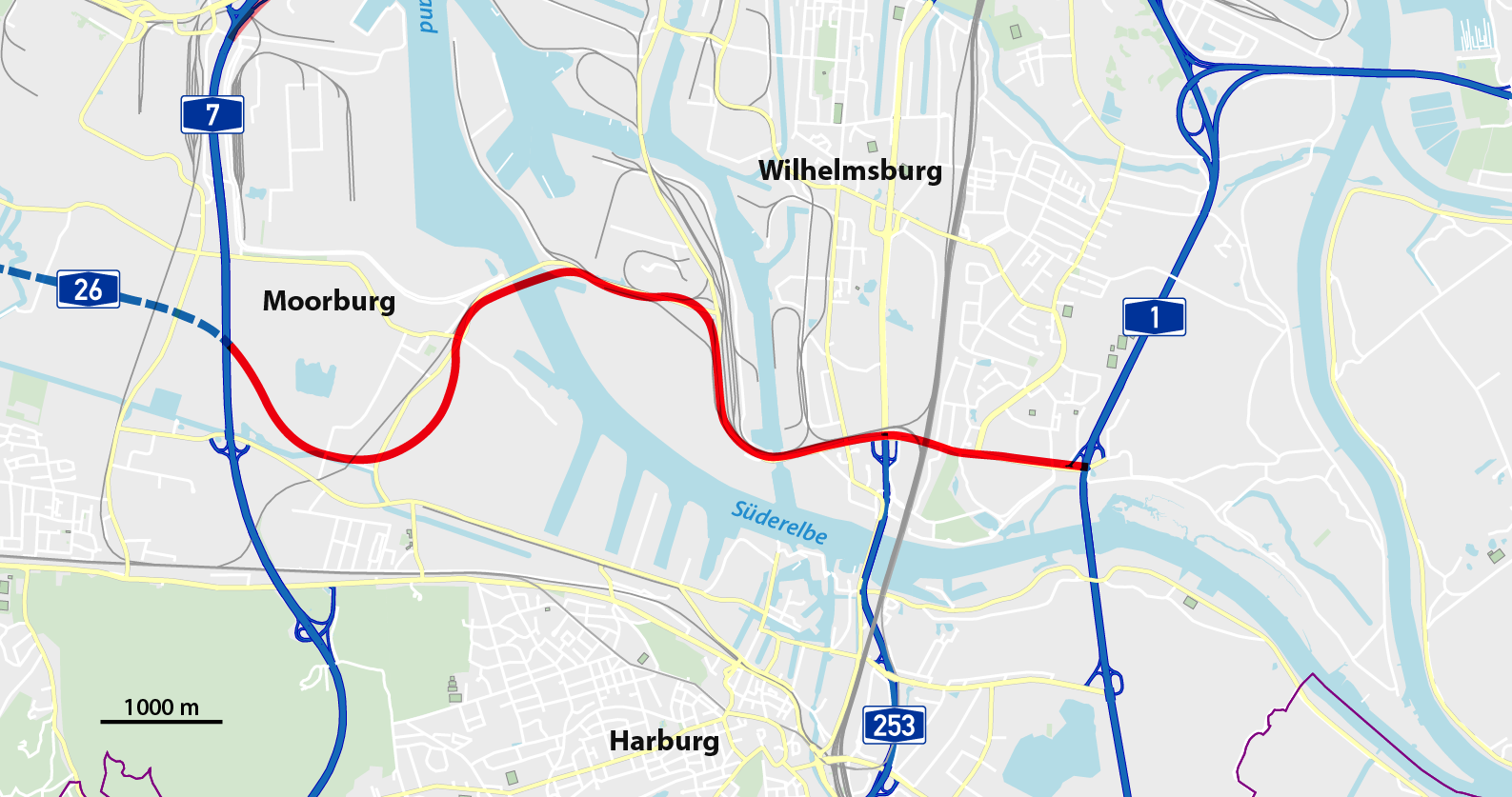
Geplanter Verlauf der A 26 zwischen der A 7 und A 1

Planungen des Bundesverkehrsministeriums sehen eine 9,7 Kilometer lange Verlängerung des vierten Bauabschnittes vom zukünftigen Autobahnkreuz Hamburg-Hafen, über die A 7 hinaus durch Wilhelmsburg, als Hafenpassage bzw. A26-Ost zur A 1 mit einem Autobahndreieck Hamburg-Süderelbe vor. Dafür wird auch eine weitere Überquerung der Süderelbe nötig. Dieser Abschnitt ersetzt die nie realisierte Planung der Hafenquerspange und wird selbst oft fälschlicherweise als Hafenquerspange bezeichnet (siehe Geschichte).
Der Bau soll in drei Abschnitten von West nach Ost durchgeführt werden: Abschnitt „Moorburg“ bzw. „West“ (Bauabschnitt 6a), Abschnitt Hafen (Bauabschnitt 6b) und Abschnitt Wilhelmsburg (Bauabschnitt 6c). Die Hafenpassage soll bis 2031 fertiggestellt werden. Das Vorhaben gilt als vorrangig und bedeutsam über Hamburg hinaus.

##### Bauabschnitt 6a (HH-Moorburg)
Im Abschnitt „Moorburg“ soll am zukünftigen Kreuz Hamburg-Hafen die A 26 die A 7 unterqueren. Weiter führt sie zu einer neuen AS HH-Moorburg, die als Anschluss an den Harburger Hafen dienen soll. Das Planfeststellungsverfahren für diesen Abschnitt wurde Anfang 2017 eröffnet, die Unterlagen wurden am 3. März 2017 ausgelegt. Erste Erörterungstermine fanden ab August 2019 statt. Im Dezember 2021 wurde ein Antrag auf Planänderung gestellt und die Unterlagen im April 2022 ausgelegt. Am 20. Dezember 2023 erging der Planfeststellungsbeschluss für den Abschnitt 6a, sodass Baurecht besteht.
Der Name HH-Moorburg, der für eine der Anschlussstellen vorgesehen ist, war bis 2018 an die Anschlussstelle 31 der A 7 vergeben. Diese wurde bereits am 4. März 2018 in HH-Hausbruch umbenannt.

##### Bauabschnitt 6b (HH-Hafen)
Der Abschnitt „Hafen“ ist bis zu einer neuen Anschlussstelle Hohe Schaar geplant. Herzstück des Abschnitts ist die neue Süderelbbrücke, deren Design nach einem Architektenwettbewerb am 16. Mai 2013 vorgestellt wurde. Es ist eine Schrägseilbrücke mit zwei Pylonen. Die Durchfahrtshöhe für Schiffe soll 53 Meter betragen. Die Entwurfsplanung wurde vom BMVI genehmigt. Der Antrag zur Einleitung des Planfeststellungsverfahren wurde im Dezember 2019 gestellt. Die Stützweite (Spannweite zwischen den Pylonen) soll rund 535 Meter betragen, die Pylonen 140 Meter Höhe messen.

##### Bauabschnitt 6c (HH-Wilhelmsburg)
Der Abschnitt „Wilhelmsburg“ soll schließlich zur A 1 führen und die Bahnstrecken zwischen Hamburg-Harburg und Hamburg-Wilhelmsburg in einem Tunnel unterqueren. Die bisherige A 1-Anschlussstelle HH-Stillhorn soll nach Westen an die neue A 26 verlegt werden. Die A 26 soll dann nach einem ca. 1,5 km langen Tunnel am neuen Dreieck auf die A 1 treffen. Für diesen Abschnitt wurde der Antrag auf Einleitung eines Planfeststellungsverfahrens im Februar 2021 gestellt. Diese Planungen werden von einer Bürgerbeteiligung in Wilhelmsburg begleitet.

## Verkehrsaufkommen

### Niedersachsen
Laut der Niedersächsischen Landesbehörde für Straßenbau und Verkehr (NLStBV) wurden 2015 auf der A 26 folgende Verkehrsaufkommen gemessen:
| Abschnitt der A 26                         | Verkehrsaufkommen (2015) |
| ------------------------------------------ | ------------------------ |
| Bauabschnitt 1 (Stade – östlich Horneburg) | 21.400 Fahrzeuge/24 h    |
| Bauabschnitt 2a (östlich Horneburg – K 26) | 12.144 Fahrzeuge/24 h    |

Für die noch nicht fertiggestellten Bauabschnitte werden zum Jahr 2030 folgende Verkehrsaufkommen prognostiziert:
| Abschnitt der A 26                                      | Verkehrsaufkommen (Prognose 2030) |
| ------------------------------------------------------- | --- |
| Bauabschnitt 2b (K 26 – Este)                           | k. A. |
| Bauabschnitt 2c (Este – östlich Buxtehude)              | k. A. |
| Bauabschnitt 3 (östlich Buxtehude – Neu Wulmstorf)      | 51.400 Fahrzeuge/24 h |
| Bauabschnitt 4a (Neu Wulmstorf – Landesgrenze)          | 57.600 Fahrzeuge/24 h |
| Bauabschnitt 5a (Drochtersen – Freiburger Straße/L 111) | ca. 33.200 Fahrzeuge/24 h |
| Bauabschnitt 5b (Freiburger Straße/L 111 – Stade)       | ca. 27.300 Fahrzeuge/24 h (zwischen AS Stade-Nord und AS-Stade-Ost) |
| Kreuz Kehdingen                                         | ca. 41.000 Fahrzeuge / 24 h auf der A 20 nordöstlich AK, ca. 46.000 Fahrzeuge / 24 h auf der A 20 südwestlich AK, ca. 33.000 Fahrzeuge/24 h auf der A 26 südöstlich AK, ca. 21.000 Fahrzeuge/24 h auf der A 26 nordwestlich AK |

Die A 26 soll laut der Niedersächsischen Landesbehörde für Straßenbau und Verkehr (NLStBV) zwischen Hamburg und Stade die B 73, L 140 und K 39 entlasten und überregionale und regionale Verkehre aufnehmen. Die NLStBV wertete im Jahr 2005 das Verkehrsaufkommen, insbesondere auf der B 73, als „unzumutbare Beeinträchtigung“ für die dort ansässigen Bewohner.
Die durchschnittliche tägliche Verkehrsmenge (DTV) auf den betroffenen Straßen lag laut NLStBV 2015 bei
- 27.900 Fahrzeugen/24 h auf der Kreuzung B 73 und B 74 in Stade davon SV-Anteil 1800 Fahrzeuge/24 h
- 12.100 Fahrzeugen/24 h auf der B 73, zwischen L 130 und K 26 bei Horneburg davon SV-Anteil 1800 Fahrzeuge/24 h
- 20.100 Fahrzeugen/24 h auf der B 73 und L 127 bei Buxtehude davon SV-Anteil 1800 Fahrzeuge/24 h
- 8000 Fahrzeugen/24 h auf der L 14, zwischen Jork und Königreich davon SV-Anteil 300 Fahrzeuge/24 h[73]
- 10.500 Fahrzeugen/24 h auf der K 39, zwischen Landesgrenze und Borstel davon SV-Anteil 390 Fahrzeuge/24 h[74]

Eine Untersuchung der NLStBV kommt zu dem Ergebnis, dass für das nachgelagerte Straßennetz in jedem Fall Entlastungen eintreten, sobald der nördlichste Abschnitt der A 26 (Bauabschnitt 5b von Drochtersen nach Stade) sowie das Kreuz Kehdingen fertiggestellt sind (lt. Untersuchung im Jahr 2030). Im Vergleich zu einem Szenario ohne das Kreuz Kehdingen und den Bauabschnitt 5b der A 26 würden bereits zu diesem Zeitpunkt die L 111 um 6100 Fahrzeuge pro Tag und die K 27/K 80 um etwa 7000 Fahrzeuge pro Tag entlastet. Nach Fertigstellung aller Abschnitte der A 20, A 26 und der Elbquerung rechnet die NLStBV mit bis zu 6500 Fahrzeugen pro Tag weniger auf der L 111 sowie bis zu 9200 Fahrzeugen pro Tag weniger auf der K 27/K 80.

### Hamburg
| Abschnitt der A26                              | Prognose 2030                               |
| ---------------------------------------------- | ------------------------------------------- |
| Bauabschnitt 6 (Hafenpassage)                  | 32.000 Kfz/24 h lt. BMVI (Planfall im BVWP) |
| Bauabschnitt 4b (Landesgrenze – Anschluss A 7) | k. A.                                       |

Laut der Hamburger Behörde für Wirtschaft, Verkehr und Innovation soll die A 26, „die Städte und Gemeinden entlang der B 73 sowie die Kreis- und Landesstraßen entlasten und die Erreichbarkeit der südlichen Elbregion gewährleisten“. Die Behörde zählte auf der B 73 im Jahr 2013 34.000 Kfz/24 h, werktags mit 10 % Lkw-Anteil. Auf der Köhlbrandbrücke wurden 2013 37.000 Fahrzeuge pro Tag gemessen.

## Kosten
Während der Planung der A 26 schlug der damalige niedersächsische Verkehrsminister, Peter Fischer (SPD), vor, eine Mautgebühr auf der geplanten Strecke zu erheben – somit sollte ein Finanzierungsmodell für den privaten Bau von Autobahnen eröffnet werden. Dieses Modell wurde für die A 26 verworfen. Der Bau der Bundesautobahn wird durch den Bund finanziert, wobei der Bau des ersten Bauabschnitts und des Bauabschnitts 2a zu 65 % durch den Europäischen Fonds für regionale Entwicklung der EU gefördert wurde.
Für den bereits fertiggestellten Bauabschnitt 1 (Stade-Ost bis östliches Horneburg) beziffert die Niedersächsische Landesbehörde für Straßenbau und Verkehr (NLStBV) die Kosten auf 146 Mio. Euro. Die Zeitung Die Welt war 2001 davon ausgegangen, dass für diesen Abschnitt 280 Mio. Mark benötigt werden. Für den Bauabschnitt 2 beliefen sich die Kosten auf rund 151 Millionen Euro.
Für die noch in Planung und Bau befindlichen Abschnitte bestehen folgende Kostenschätzungen:
| Abschnitte der A 26                                                                                           | Kostenprognose Bau             |
| --- | ------------------------------ |
| Bauabschnitt 2b (K 26 – Este)                                                                                 | 48,5 Mio. € lt. NLStBV         |
| Bauabschnitt 2c (Este – östlich Buxtehude)                                                                    | 25,8 Mio. € lt. NLStBV         |
| Bauabschnitt 3 (östliche Buxtehude – Neu Wulmstorf)                                                           | 115,1 Mio. €                   |
| Bauabschnitt 4a (Neu Wulmstorf – Landesgrenze)                                                                | 15 Mio. €                      |
| Bauabschnitt 4b (Landesgrenze – Anschluss A 7)                                                                | 213 Mio. € lt. Hamburger Senat |
| Bauabschnitt 5a (Drochtersen – Freiburger Straße/L 111) und Bauabschnitt 5b (Freiburger Straße/L 111 – Stade) | 237,1 Mio. € lt. BMVI          |
| Kreuz Kehdingen                                                                                               | k. A.                          |
| Bauabschnitt 6 (Hafenpassage)                                                                                 | 895,9 Mio. € lt. BMVI          |

Die Kosten für das Großbauwerk Schwingequerung, auch „Schwingetrog“ genannt, einem Trogbauwerk am Bauabschnitt 5b, liegen laut einem Artikel der Kreiszeitung Wochenblatt bei 80 Mio. Euro.

## Kontroversen
Der ehemalige niedersächsische Minister für Wirtschaft, Technologie und Verkehr, Peter Fischer, bezeichnete das Vorhaben 1999 als für die regionale Entwicklung der Unterelbe für wirtschaftlich „unabdingbar“. Zentrales Argument der Befürworter der A 26 war schon in den 1990er Jahren die hohe Verkehrsbelastung auf der B 73. Laut der Zeitung Die Welt waren zwischen 1993 und 2000 allein im Landkreis Stade rund 50 Menschen im Zusammenhang mit Unfällen auf der B 73 ums Leben gekommen.
Von Naturschützern wurden Planungen zur A 26 wiederholt beklagt. Im Jahr 2005 entschied das Oberverwaltungsgericht Lüneburg im sog. „Rübke-Urteil“ zugunsten des Naturschutzverbandes Niedersachsen. Die Streckenführung im Bereich der Bauabschnitte 3 und 4 musste daraufhin 400 Meter weiter nach Norden, näher an die Wohnbebauung der Ortslage Rübke, verschoben werden. Das Hamburger Abendblatt berichtete daraufhin über teils wütende Reaktionen der Anwohner.
Der Naturschutzbund Deutschland (NABU) bezeichnete das Autobahnprojekt A 26 Ost als „Sinnbild für eine verfehlte Verkehrspolitik“. Da das Wachstum des Hamburger Hafens völlig überschätzt worden sei, gebe es keinen Bedarf mehr für die Strecke. Nach Auffassung der Naturschützer werden durch den Ausbau der A 26 Ost unter anderem wertvolle Niedermoorböden zerstört. Das Projekt laufe mehrfach den Klimazielen von Bund und Ländern entgegen, ein Stopp sei vielmehr ökonomisch, ökologisch und sozial sinnvoll. Im Dezember 2020 zeichnete der NABU das Straßenbauprojekt mit dem Negativpreis Dinosaurier des Jahres aus. Im März 2024 haben die Hamburger Landesverbände von BUND und NABU Klage gegen den Planfeststellungsbeschluss zur A26 Ost beim Bundesverwaltungsgericht in Leipzig erhoben. Ein Eilantrag wurde im Mai 2024 abgelehnt.